# Distribution Media Format
Distribution Media Format (DMF) ist eine Formatierungsnorm für IBM-PC-Disketten. Das Format, welches für 3½″-Disketten verwendet wird, unterscheidet sich vom Standardformat hauptsächlich dadurch, dass statt 18 Sektoren 21 Sektoren pro Spur verwendet werden. Dadurch können 16,7 % mehr Daten, insgesamt also ca. 1,68 MB anstatt der sonst bei 3½″-HD-Disketten üblichen 1,44 MB gespeichert werden. Da nur wenige Programme DMF-Disketten erstellen können, dient das Format auch als (schwacher) Kopierschutz.
Das DMF-Format wurde hauptsächlich von Microsoft verwendet, so etwa für die Installationsdisketten von Windows 95.